# Coldingham
Coldingham är en ort i Storbritannien.   Den ligger i kommunen Scottish Borders och riksdelen Skottland, i den centrala delen av landet, 500 km norr om huvudstaden London. Coldingham ligger 69 meter över havet och antalet invånare är 631.
Terrängen runt Coldingham är platt söderut, men norrut är den kuperad. Havet är nära Coldingham åt nordost. Runt Coldingham är det ganska tätbefolkat, med 93 invånare per kvadratkilometer. Närmaste större samhälle är Berwick-upon-Tweed, 15,1 km sydost om Coldingham. Trakten runt Coldingham består till största delen av jordbruksmark.